# Наигрыш
На́игрыш — народная мелодия, исполняемая на музыкальном инструменте, иногда в ансамбле с другими инструментами или для сопровождения пения (например, частушек). Обычно термин наигрыш применяется по отношению к танцевальным, плясовым и хороводным мелодиям, исполняемым на духовых (например, пастушьи наигрыши), струнных инструментах и гармониках.